# Svenska målareförbundet

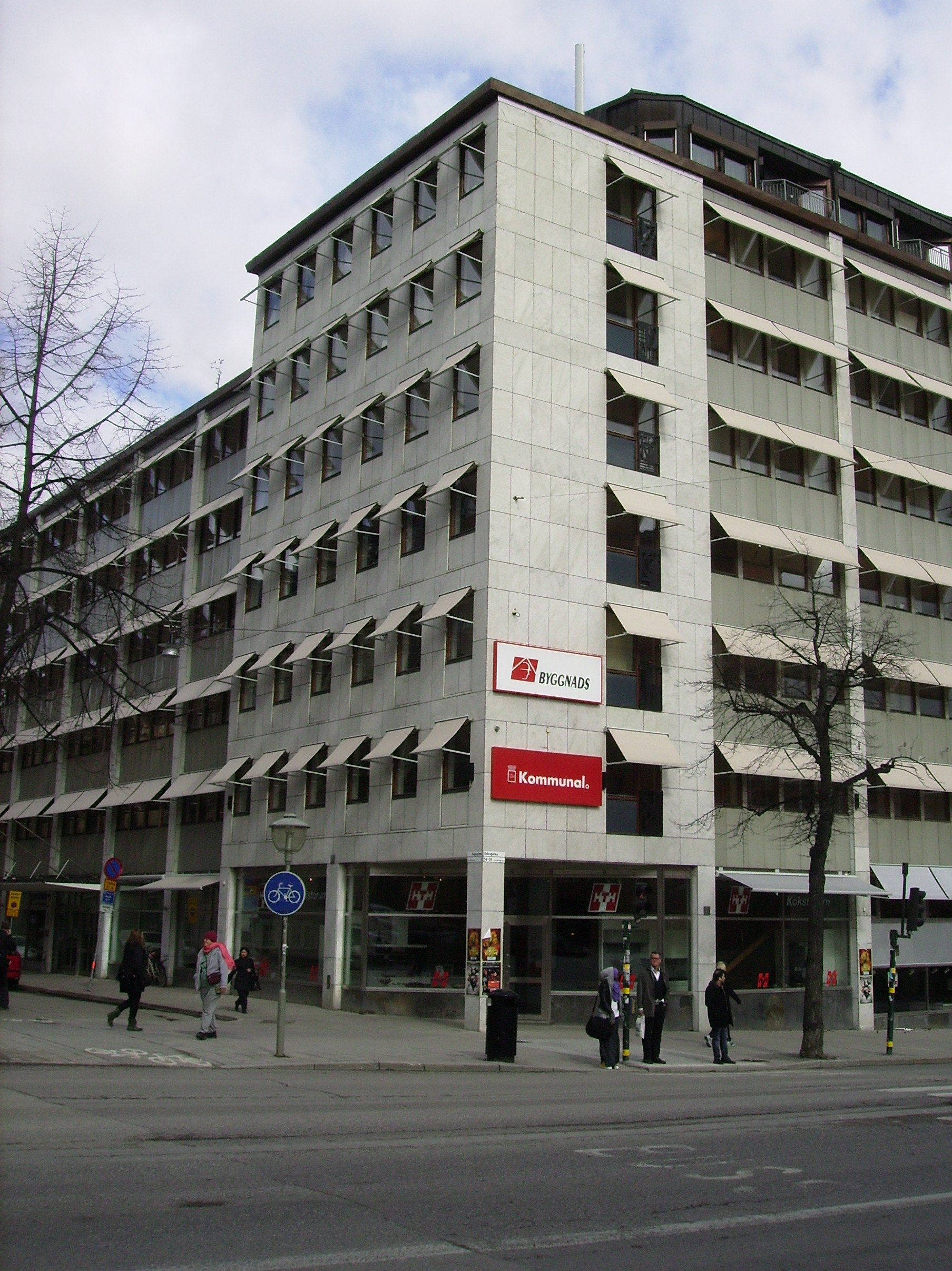
Svenska Målareförbundets kontor på Hagagatan 2 i Stockholm

Svenska Målareförbundet var det äldsta verksamma fackförbundet i Sverige till den 21 maj 2024 då man gick in i Byggnads. 

## Historia
Måleriarbetarförbundet bildades den 2 oktober 1887 och antog namnet Svenska Målareförbundet 1929.
Förbundet organiserar i princip samma yrkesgrupper nu som då. När förbundet bildades fanns bara ett sätt att bli målare. Man ”gick i lära” hos en målaremästare i fyra - fem år för att tillägna få de nödvändiga kunskaperna. 1923 startades den första skolutbildningen i Stockholm. Därefter kom yrkesskolor runt om i landet men lärlingsutbildningen fortsatte att vara den dominerande utbildningsformen och de flesta avslutade utbildningen med gesällprov. Färdigutbildningen har alltid skett, och sker fortfarande, som lärling i företag. En lackerare kallas lackerare B i två år innan man som lackerare blir fullbetald (lackerare A). Målarlärlingar är anställda och har rätt till lärlingslön enligt gällande kollektivavtal.
Som mest bestod Målareförbundet av mer än 200 avdelningar. I slutet av 1970-talet genomfördes en storavdelningsreform där ett 50-tal avdelningar reducerades till drygt 20. 20 år senare slogs de 20 avdelningarna ihop till dagens nio. 1980 hade förbundet 22 405 medlemmar, varav 22 224 män och 181 kvinnor  och 2016 har medlemsantalet minskat till 14 200.
Motparten på arbetsgivarsidan heter Måleriföretagen i Sverige.

## Löneformer
Ackordet fanns långt före Målareförbundet. Det kallades "slumpackord" och var ett pris för hela objektet. Den målare som erbjöd lägsta lön fick jobbet. Kampen för riktiga prislistor blev lång och hård och olika prislistor upprättades i olika delar av landet. På trettiotalet föreskrev dock avtalen obligatoriskt ackord men först på femtiotalet fick målarna en gemensam riksprislista. 2001 kompletterades Riksavtalet med en fastlöneform, men ackordet som huvudlöneform kvarstår.

## Arbetstid
Vid 1949 års kongress motionerades det om 40 timmars arbetsvecka och fria lördagar året runt. Målarna hade lediga lördagar under juni och juli. 1955 lyckades förbundet få igenom sina krav om lediga lördagar året runt, fast till priset av 42,5 arbetstimmar per vecka. Målareförbundet blev därmed det första förbund som lyckades genomdriva lediga lördagar för sina medlemmar och ett par år senare även 40 timmars arbetsvecka.
1977 infördes i avtalet en obligatorisk avtal- och prislisteutbildning om 40 timmar för alla lärlingar. Traditionella lärlingar har dessutom rätt till 16 timmar facklig utbildning per år enligt avtal. Detta är något som Målareförbundet som fackförbund är ensamma om att erbjuda. 

## Arbetslöshetskassa
1914 infördes den första arbetslöshetskassan för målare och lackerare i förbundets egen regi. Avgiften var hög och kassan kunde bara ge ett blygsamt stöd till sina arbetslösa medlemmar. På 1930-talet kom de statsunderstödda ”erkända arbetslöshetskassorna” med många restriktioner men större ekonomiskt stöd till de arbetslösa. Ändå tog det mer än tio år och åtskilliga medlemsomröstningar innan Målareförbundet 1943 ombildade sin a-kassa till en erkänd arbetslöshetskassa. Idag har Målareförbundet ingen egen a-kassa, utan Målarnas medlemmar tillhör Byggnadsarbetarnas a-kassa.

## Arbetsskador
Redan 1937 skapade Målareförbundet en fond för arbetsskadade målare. Många målare fick eksem av det farliga terpentinet. Förbundet drev på om arbetsmiljöfrågorna, men myndigheterna förhöll sig kallsinniga väldigt länge. På 1960- och 1970-talen ökade lösningsmedelsskadorna dramatiskt. Alkydfärger med lacknafta var ett stort problem och trots hårt arbete från förbundets sida var det nästan omöjligt att få läkare att erkänna lösningsmedelsskador som arbetsskador. Skadorna var svåra att skydda sig emot. YSAM-märkningen kom 1961 och tio år senare en ny typ av farlighetsmärkning tillsammans med skyddsföreskrifter, men skyddsutrustningen var både obekväm och svår att använda och följden blev att man slarvade med användningen. 
1986 beslutade förbundet att vägra måla med lösningsmedelsfärger. Frågan fick stort genomslag i massmedia och färgproducenterna tvingades att ersätta de farliga färgerna med vattenbaserade. Staten finansierade en utbildning av alla målare i en ny appliceringsteknik som de nya färgerna krävde. Idag används lösningsmedelsbaserade färger bara i vissa överenskomna undantagsfall.
Också kampanjen "Mera drag i verkstan" genomfördes. Det var 1987 och det blev en uppmärksammad kampanj med syfte att förbättra lackerarnas arbetsmiljö. Arbetet blev framgångsrikt och en modern lackeringsverkstad ser idag väldigt annorlunda ut mot verkstäderna som lackerarna verkade i på 1970-1980-talet.